# Daniel Altmaier
Daniel Altmaier (Kempen, 12 september 1998) is een Duits tennisser.

## Carrière
Altmaier maakte zijn profdebuut in 2014. In 2020 nam hij deel aan Roland Garros waar hij de vierde ronde wist te bereiken. In 2021 won hij zijn eerste challenger in het enkelspel, hij won er dat jaar drie in totaal. In 2022 won hij er nog eens drie, hij nam ook deel aan alle Grand Slams in het enkel- en dubbelspel. Hij wist enkel in het dubbelspel op de Australian Open de tweede ronde te bereiken.

## Palmares
| Legenda                       | Legenda               |
| ----------------------------- | --------------------- |
| Grand Slam                    |                       |
| Olympische Spelen             |                       |
| tot 2009                      | vanaf 2009            |
| Tennis Masters Cup            | ATP Finals            |
| ATP Masters Series            | ATP Tour Masters 1000 |
| ATP International Series Gold | ATP Tour 500          |
| ATP International Series      | ATP Tour 250          |

### Enkelspel
| Nr.                  | Datum            | Toernooi        | Ondergrond | Tegenstander in finale  | Score         | Details |
| -------------------- | ---------------- | --------------- | ---------- | ----------------------- | ------------- | ------- |
| gewonnen challengers |                  |                 |            |                         |               |         |
| 1.                   | 11 juli 2021     | Braunschweig    | Gravel     | Henri Laaksonen         | 6-1, 6-2      |         |
| 2.                   | 22 augustus 2021 | Lüdenscheid     | Gravel     | Nicolás Jarry           | 7-6, 4-6, 6-3 |         |
| 3.                   | 28 november 2021 | Puerto Vallarta | Hardcourt  | Alejandro Tabilo        | 6-3, 3-6, 6-3 |         |
| 4.                   | 14 mei 2022      | Heilbronn       | Gravel     | Andrej Martin           | 3-6, 6-1, 6-4 |         |
| 5.                   | 30 oktober 2022  | Lima            | Gravel     | Tomás Martín Etcheverry | 6-1, 6-7, 6-4 |         |
| 6.                   | 6 november 2022  | Guayaquil       | Gravel     | Federico Coria          | 6-2, 6-4      |         |
| 7.                   | 16 april 2023    | Sarasota        | Gravel     | Daniel Elahi Galán      | 7-6(1), 6-1   |         |

## Resultaten grote toernooien
| Legenda | Legenda                          |
| ------- | -------------------------------- |
| g.t.    | geen toernooi gehouden           |
| l.c.    | lagere categorie                 |
| –       | niet deelgenomen                 |
| G       | uitgeschakeld in de groepsfase   |
| 1R      | uitgeschakeld in de eerste ronde |
| 2R      | uitgeschakeld in de tweede ronde |
| 3R      | uitgeschakeld in de derde ronde  |
| 4R      | uitgeschakeld in de vierde ronde |
| KF      | uitgeschakeld in de kwartfinale  |
| HF      | uitgeschakeld in de halve finale |
| F       | de finale verloren               |
| W       | het toernooi gewonnen            |
| w-v     | winst/verlies-balans             |

### Enkelspel
| toernooi            | 2020 | 2021 | 2022 |
| ------------------- | ---- | ---- | ---- |
| Grandslamtoernooien |      |      |      |
| Australian Open     | –    | –    | 1R   |
| Roland Garros       | 4R   | –    | 1R   |
| Wimbledon           | –    | –    | 1R   |
| US Open             | –    | –    | 1R   |
| Statistieken        |      |      |      |
| titels per jaar     | 0    | 0    | 0    |
| eindejaarsranking   | 130  | 84   |      |

### Dubbelspel
| toernooi            | 2022 |
| ------------------- | ---- |
| Grandslamtoernooien |      |
| Australian Open     | 2R   |
| Roland Garros       | 1R   |
| Wimbledon           | 1R   |
| US Open             | 1R   |
| Statistieken        |      |
| titels per jaar     | 0    |
| eindejaarsranking   |      |